# Productividad de los recursos

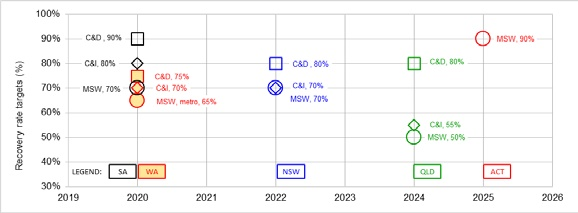
Comparación de objetivos de reciclaje de recursos en varias jurisdicciones australianas

La productividad de los recursos es la cantidad de bien (producto o servicio) que se obtiene al consumir una unidad de recurso.  Este concepto puede expresarse en términos monetarios como las unidades monetarias conseguidas por unidad de recurso gastado.
Por ejemplo, cuando se aplica al riego de cultivos, la productividad del recurso agua son las toneladas de producto agrícola obtenidas por metro cúbico de agua. También se puede expresar mediante el valor monetario de ese producto agrícola, pero los precios agrícolas pueden ser muy variables y dificultar la comparación.

## Productividad de los recursos e intensidad de recursos
Ambos son conceptos clave en la medida de la sostenibilidad, ya que reflejan el éxito (o la falta de él) en desvincular el consumo de los recursos naturales y la degradación ambiental (cuando se produce con tecnología sucia y economía lineal, el medio ambiente se deteriora).
La intensidad de recursos son los recursos necesarios para la producción de una unidad de bien.
La ventaja de la productividad de los recursos y la intensidad de recursos es que pueden utilizarse tanto para medir el coste económico como el ambiental. Aunque esencialmente estos conceptos son 2 caras de la misma moneda, en la práctica implican enfoques muy diferentes. Para aumentar la sostenibilidad se debe maximizar la productividad de los recursos, minimizar su intensidad y no aumentar la cantidad total de recursos utilizados. 
Los debates científicos y políticos sobre la productividad de los recursos se celebran periódicamente en, entre otros, las conferencias del Foro Mundial de Recursos.